# Абузяров, Ильдар Анвярович
Ильда́р Анвя́рович Абузя́ров (тат. Илдар Әнвәр улы Әбүзаров; род. 5 июня 1975, Горький) — российский писатель, журналист, педагог.

## Биография
В 1998 году впервые начал публиковать свои рассказы в журнале «Нижний Новгород». В качестве спортивного обозревателя сотрудничал в нижегородских газетах. Преподавал в нижегородском медресе «Махинур».
В 2000 году окончил исторический факультет Нижегородского государственного университета. Параллельно учился в московском исламском колледже. Работал сторожем, грузчиком, журналистом, управляющим цеха оконных блоков, коммерческим директором журнала «Октябрь».

## Творчество
«Ильдар Абузяров — человек для меня таинственный, не всегда мне понятный, но очень любимый мной. Он относится к той, очень малой части людей, о которых знаешь наверняка — они не способны на дурные поступки. <…> Некоторые вещи его я очень люблю, некоторые не понимаю совсем; но в любом случае, я воспринимаю Ильдара, как  редкое, ни на кого не похожее литературное явление».
Проза публиковалась в журналах и альманахах «Знамя», «Вавилон», «Октябрь», «Урал», «Новый мир», «Нева», «Дружба народов», «Юность».
Автор книг «Осень джиннов», «Курбан-роман», «Хуш», «Агробление по-олбански», «Мутабор». Рассказы «Почта» и «Мавр» — вошли в шорт-лист премии имени Юрия Казакова. Роман «ХУШ» включён в лонг-листы премий «Национальный бестселлер» и «Большая книга», роман «Мутабор» — в шорт-лист «Национального бестселлера». Произведения переведены на немецкий, чешский, шведский языки: рассказ «Троллейбус, идущий на Восток» был опубликован в старейшем шведском журнале «Ord & Bild», а рассказ «Бербер» — в старейшем немецком журнале «Sinn und Form».
Опубликованная в журнале «Октябрь» повесть «Курбан-роман» легла в основу одноимённого художественного фильма режиссёра Салавата Юзеева.
Участник «Литературного экспресса», семинара молодых писателей в Липках и международных книжных ярмарок в Лейпциге, Париже, Франкфурте, Каире, Лондоне.

## Премии
- 2011 — Лауреат Новой Пушкинской премии «За новаторское развитие отечественных культурных традиций»[6]
- 2012 — Лауреат премии имени Валентина Катаева («Мутабор»)[7]